# بريور ليك
بريور ليك (بالإنجليزية: Prior Lake, Minnesota)‏ هي مدينة تقع في ولاية مينيسوتا في الولايات المتحدة. تبلغ مساحة هذه المدينة 47.47 (كم²)، وترتفع عن سطح البحر 289 م، بلغ عدد سكانها 22796 نسمة في عام 2010 حسب إحصاء مكتب تعداد الولايات المتحدة.

## التركيبة السكانية
قام مكتب تعداد الولايات المتحدة بتحديد بيانات التركيبة السكانية لبريور ليكفي تعداد الولايات المتحدة. في ما يلي، التركيبة السكانية حسب تعدادي 2000 و2010.

### تعداد عام 2000
بلغ عدد سكان برينسبورغ 458 نسمة بحسب تعداد عام 2000، وبلغ عدد الأسر 188 أسرة وعدد العائلات 141 عائلة مقيمة في المدينة. في حين سجلت الكثافة السكانية 434.3 نسمة لكل ميل مربع (167.7/كم2). وبلغ عدد الوحدات السكنية 192 وحدة بمتوسط كثافة قدره 182.1 نسمة لكل ميل مربع (70.3/كم2).
وتوزع التركيب العرقي للمدينة بنسبة 99.13% من البيض و 0.44% من الأمريكيين ذوي الأصول الآسيوية.
بلغ عدد الأسر 188 أسرة كانت نسبة 29.3% منها لديها أطفال تحت سن الثامنة عشر تعيش معهم، وبلغت نسبة الأزواج القاطنين مع بعضهم البعض 73.4% من أصل المجموع الكلي للأسر، ونسبة 0.5% من الأسر كان لديها معيلات من الإناث دون وجود شريك، وكانت نسبة 25.0% من غير العائلات. تألفت نسبة 24.5% من أصل جميع الأسر من أفراد ونسبة 17.6% كانوا يعيش معهم شخص وحيد يبلغ من العمر 65 عاماً فما فوق. وبلغ متوسط حجم الأسرة المعيشية 2.89، أما متوسط حجم العائلات فبلغ 2.44.
بلغ العمر الوسطي للسكان 43 عاماً. وكانت نسبة 24.9% من القاطنين تحت سن الثامنة عشر، وكانت نسبة 6.1% بين الثامنة عشر والأربعة وعشرون عاماً، ونسبة 21.4% كانت واقعةً في الفئة العمرية ما بين الخامسة والعشرون حتى والأربعة وأربعون عاماً، ونسبة 21.4% كانت ما بين الخامسة والأربعون حتى الرابعة والستون، ونسبة 26.2% كانت ضمن فئة الخامسة والستون عاماً فما فوق. يوجد لكل 100 أنثى 96.6 ذكر، ويوجد لكل 100 أنثى في الثامنة عشر من عمرها فما فوق 91.1 ذكر.
بلغ متوسط دخل الأسرة في المدينة 38,125 دولار، أما متوسط دخل العائلة فبلغ 41,136 دولار. وكان متوسط دخل الذكور 36,563 دولار مقابل 17,321 دولار للإناث. وسجل دخل الفرد الخاص بالمدينة 21,545 دولار. وكانت نسبة 1.4% من العائلات ونسبة 2.3% من السكان تحت خط الفقر، ولا أحد منهم تحت سن الثامنة عشر ونسبة 7.9% في الخامسة والستين من العمر وما فوق.

### تعداد عام 2010
بلغ عدد سكان بريور ليك 22,796 نسمة بحسب تعداد عام 2010، وبلغ عدد الأسر 8,447 أسرة وعدد العائلات 6,211 عائلة مقيمة في المدينة. في حين سجلت الكثافة السكانية 1,476.4 نسمة لكل ميل مربع (570.0/كم2). وبلغ عدد الوحدات السكنية 8,882 وحدة بمتوسط كثافة قدره 575.3 لكل ميل مربع (222.1/كم2).
وتوزع التركيب العرقي للمدينة بنسبة 91.0% من البيض و 1.6% من الأمريكيين الأصليين و 3.0% من الأمريكيين ذوي الأصول الآسيوية و 1.5% من الأمريكيين الأفارقة و 2.4% من عرقين مختلطين أو أكثر.
بلغ عدد الأسر 8,447 أسرة كانت نسبة 40.1% منها لديها أطفال تحت سن الثامنة عشر تعيش معهم، وبلغت نسبة الأزواج القاطنين مع بعضهم البعض 61.3% من أصل المجموع الكلي للأسر، ونسبة 8.1% من الأسر كان لديها معيلات من الإناث دون وجود شريك، بينما كانت نسبة 4.1% من الأسر لديها معيلون من الذكور دون وجود شريكة وكانت نسبة 26.5% من غير العائلات. تألفت نسبة 20.7% من أصل جميع الأسر من أفراد ونسبة 6.7% كانوا يعيش معهم شخص وحيد يبلغ من العمر 65 عاماً فما فوق.
بلغ العمر الوسطي للسكان 37.8 عاماً. وكانت نسبة 28.6% من القاطنين تحت سن الثامنة عشر، وكانت نسبة 5.9% بين الثامنة عشر والأربعة وعشرون عاماً، ونسبة 28.9% كانت واقعةً في الفئة العمرية ما بين الخامسة والعشرون حتى والأربعة وأربعون عاماً، ونسبة 27.4% كانت ما بين الخامسة والأربعون حتى الرابعة والستون، ونسبة 9.3% كانت ضمن فئة الخامسة والستون عاماً فما فوق. وتوزع التركيب الجنسي للسكان بنسبة 49.7% ذكور و50.3% إناث.

## وصلات خارجية
- www.cityofpriorlake.com نسخة محفوظة 20 يونيو 2016 على موقع واي باك مشين.
- The US50 - Cities and Towns in Minnesota State